# Interphasekern
Als Interphasekern (auch Arbeitskern oder (veraltet) Ruhekern) wird der Kern einer Zelle bezeichnet, die sich nicht in Teilung befindet und sich auch nicht gerade darauf vorbereitet. Er befindet sich somit in der Interphase des Zellzyklus. Der Interphasekern lässt die Organisation der DNA in Chromosomen nicht ohne weiteres erkennen. Erst die Technik der In-situ-Hybridisierung brachte Chromosomenterritorien zur Anschauung.
Der Begriff des Interphasekerns wird überwiegend in der Zytogenetik gebraucht, welche vor allem die Form, Struktur und Funktion der Chromosomen betrachtet. In der Zytologie und Histologie wird ein Interphasekern oft Zellkern oder bloß Kern genannt.